# Zde by měly kvést růže
Zde by měly kvést růže je cyklus veršovaných povídek českého spisovatele Josefa Svatopluka Machara věnovaných osudu žen v soudobé společnosti. Povídky byly sepsané v letech 1891–1894 a poprvé vyšly roku 1894 v Praze. Machar jako jeden z prvních autorů otevírá ve svých dílech téma postavení žen ve společnosti, které v té době rezonovalo i ve světových dílech.

## Tematika
V tomto cyklu vystupuje žena většinou jako pasivní bytost s přemírou citů, které jsou však ubíjeny a nemohou se uplatnit. Na každém kroku se střetává s drsnou realitou a výsledkem tohoto rozporu jsou bolest a zoufalství. Machar usiloval o odhalení přetvářky v mezilidských vztazích, zejména v manželství, které navenek působí vznešeně, ale uvnitř je zkažené, plné netolerance a neporozumění. Poukazuje na bezvýchodnou situaci konvenčních manželství. Pro své veršované povídky si vybírá archetypální ženy: matka, dcera. Ženy jsou zobrazovány jako trpitelky. V několika básních si také vzpomíná na ztracené mládí, na to, jak to dříve bylo lepší.

## Kompozice, děj

### Podzimní povídka
Podzimní povídka je prologem k celému dílu. Básník se oddává v podzimním odpoledni snění a hudba valčíku, jež k němu doléhá, u něho vyvolává vzpomínku. V tanečním sále se tehdy sešel se svou bývalou tanečnicí. Připomenul jí bývalé chvíle, kdy spolu tančívali, a možná k sobě něco i cítili. Poté ji vyzval k tanci. Ale dáma, o které si myslel, že je stále svobodná, mu teď s úsměvem nabídla, aby si zatančil s její dcerou. Tak básník poznal, že už má mládí za sebou.

### Dva listy
Dívka, které milenec dopisem oznamuje, že se může ucházet o její ruku, se bojí reakce svého tvrdého otce. V otcových dopisech zemřelé matce ale najde jeden podobný tomu, který jí právě přišel od jejího milence. Oba dopisy vezme a předloží je otci, který jí pak celý dojatý dá svolení.

### Tři podobizny
Dvě dívenky, Lili a Bibi, 3 podobizny, v každé z nich se dívky sejdou o něco starší.
1. Jako malé holčičky si spolu hrají.
2. Po prvním plese ve společnosti, kde si slíbily, že se nikdy neprovdají.
3. Lili provdaná, čte dopis od Bibi. Už ani nemají čas se sejít, pláče u toho a je velmi nešťastná, že jejich přátelství už není takové, jako bývalo. Lili vypadá nezdravě, má propadlé líce a prořídlé vlasy. Má čas napsat list, protože její dítě spí a se zbylými šla tchyně na procházku. Vše je jinak než dřív.

### Marie Wiltová
Zpěvačka, která spáchala sebevraždu – skočila z okna. Lidé se shlukují u její mrtvoly. Povídka je o jejím životě, o tom jak opustila manžela a skutečně šťastná byla pouze na jevišti.

### Bez ovoce
Na lavičce sedí tři ženy. Jedna je podobná zimě, dvě zašlému létu. Kolem nich, smutných, chodí samé veselé páry. Cíleno je na kontrast mezi nimi.

### Z vlaku
Machar vyslechl rozhovor žen ve vlaku. Žena jede za svým synem, který sedí v kriminále. Jeník měl milou, myslel si, že si ji vezme, pak ji ale nachytal večer s čeledínem, jak se baví. Čeledína Jeník zabil. Vypadá to, že Jeník půjde na šibenici, a maminka mu veze buchty.

### Teta
Zde poukazuje na to, jak ženy v manželství trpí, jejich život je nenaplňuje. Příjezd tetičky Sály do Prahy. Její neteř ohrnuje nos nad tím, že s ní musí jít po Příkopech. Ale pak k ní pocítí soucit. Ubohá tetička prožila život jen v samé hrubosti ze strany muže i dětí. Vypráví o tom, jak ji provdali jako mladou a že každý muž má své zvyky a chyby. Vždy toužila navštívit Národní divadlo, ale teď už je stará a je pozdě. Alespoň jednou totiž chtěla vidět lásku.

### Mimo cesty života
Krátká báseň v dvouveršových slokách o smrti stařeny pod krucifixem.

### List
Žena advokáta, zhnusená nudou a všedností manželství, se loučí dopisem se svým mužem, kterého kdysi milovala a který ji však záhy zklamal. I ona jde za svým štěstím.

### Otrokyně otroka
Otrokyně otroka je obraz bídy v dělnické proletářské rodině. Dvě ženy se setkávají na chodbě a povídají si, žena se s pokorou smiřuje s bitím, kterým si muž na ní vylévá vztek. Bída ji nutí k tomu, aby věřila svým snům a sázela do loterie v klamné naději na lepší život.

### Idyla
Matka čítávala dvě oblíbené knihy, na které nenechala nikoho sáhnout. Po její smrti najdou děti obě knihy: jedna je Večerní písně a druhá Máj.

### Červené střevíčky
Z vyprávění starce, který ještě pamatoval vládu Josefa II. A vždy vyprávěl zajímavé příběhy. Příběh Rosy mydlářky, která zabila svého muže a pak byla vedena na popravu v jejích nových červených střevíčkách a velmi se u toho usmívala

### Umírání
Umírající žena se dozvídá, že její věrná družka života, kočka, zmizela. Zatímco ji služka hledá, vzpomíná paní na svůj život, na své utrpení v manželství, na svá životní zklamání, jichž byla svědkem i její kočka. Služka oznamuje, že kočka je mrtvá, což znamená i konec nešťastné ženy.

### Epilog nad mou malou dcerou
V epilogu knihy vyslovuje básník souhrnně osud ženy: „Býti ženou, už to znamená trpěti, nad drahou její zachmuřenou už Osud vyřkl prokletí.“

## Přijetí díla
Druhá z Macharových sbírek, Zde by měly kvést růže, dokládá posun v Macharově tvorbě. Jeho zájem se přesouvá od jeho vlastního nitra k jiným, podobně trpícím a osamělým postavám, k postavám žen.
Ve čtrnácti osudových dramatech žen z konce století cítí čtenář i dnes bezprostředně citlivou uměleckou reakci na palčivý společenský problém. Cítí to přesto, že Machar své příběhy rozvíjí jen jako dramata vztahu mezi mužem a ženou a nepromítne je na pozadí dobových společenských svárů. Uvolněný, prostý verš se chvěje pod prudkými nárazy uráženého a chápavého básníkova citu – něco, co je později tak vzácné u tohoto básníka negace a nevíry v člověka.
Jak v životě, tak v poezii nebyl vždy „bezohledný jako nůž“, napsal Svozil o Macharovi, „postupně potlačil sebestřednost svých veršů, obrátil se k životní zkušenosti jiných lidí a projevil značné pochopení pro jejich tíživý osud. I stalo se, co se nedalo tak snadno očekávat po Confiteoru, kde básník zaujal k ženám pohrdlivý, odsuzující, až nenávistný vztah – s probuzenou citovostí se Machar v knize Zde by měly kvést růže... naopak stal citově zaníceným obráncem žen, trpících ve své lidskosti necitlivostí mužů a zvůlí osudu.“